# Distretti congressuali del Minnesota

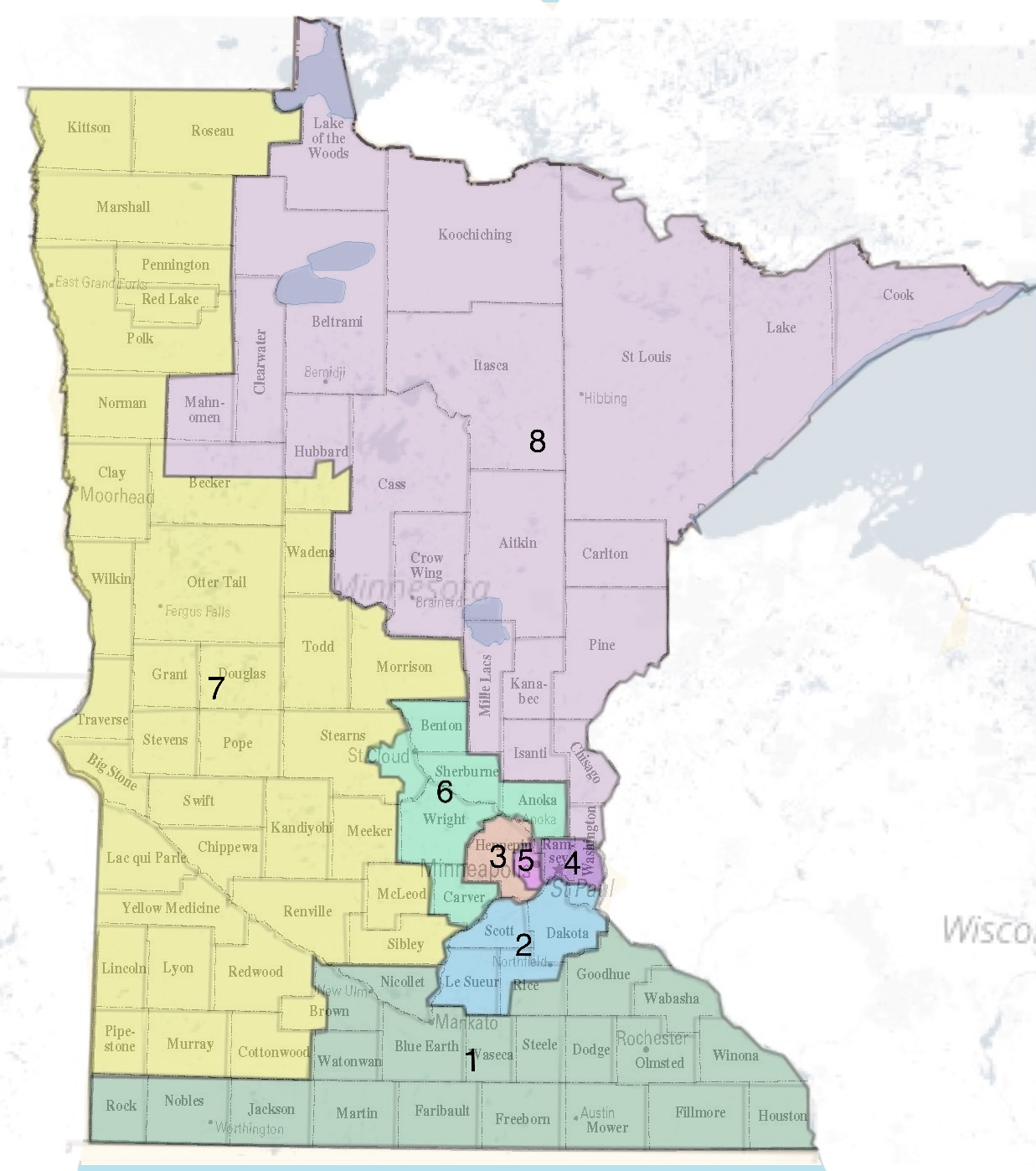
Distretti congressuali del Minnesota

Lo stato del Minnesota è diviso in 8 distretti congressuali, ognuno rappresentato da un rappresentante alla Camera dei rappresentanti degli Stati Uniti.
I distretti sono attualmente rappresentati al 119º Congresso degli Stati Uniti d'America da 4 democratici e da 4 repubblicani.

## Distretti e rispettivi rappresentanti
| Distretto | Rappresentante     | Partito           | CPVI | In carica dal  | Mappa del distretto |
| --------- | ------------------ | ----------------- | ---- | -------------- | ------------------- |
| 1°        | Brad Finstad       | Repubblicano      | R+6  | 12 agosto 2022 |                     |
| 2°        | Angie Craig        | Democratico (DFL) | D+3  | 3 gennaio 2019 |                     |
| 3°        | Kelly Morrison     | Democratico (DFL) | D+11 | 3 gennaio 2025 |                     |
| 4°        | Betty McCollum     | Democratico (DFL) | D+18 | 3 gennaio 2001 |                     |
| 5°        | Ilhan Omar         | Democratico (DFL) | D+32 | 3 gennaio 2019 |                     |
| 6°        | Tom Emmer          | Repubblicano      | R+10 | 3 gennaio 2015 |                     |
| 7°        | Michelle Fischbach | Repubblicano      | R+18 | 3 gennaio 2021 |                     |
| 8°        | Pete Stauber       | Repubblicano      | R+7  | 3 gennaio 2019 |                     |

## Cronologia delle configurazioni
Le tabelle riportano le mappe dei confini dei distretti congressuali dello stato del Minnesota, presentati in maniera cronologica. Vengono mostrati tutti i cicli di modifica periodica dei distretti dal 1872 ad oggi.
| Anno      | Cartina dello stato | Dettaglio dell'Area metropolitana di Minneapolis-Saint Paul |
| --------- | ------------------- | ----------------------------------------------------------- |
| 1872–1882 |                     |                                                             |
| 1882–1892 |                     |                                                             |
| 1892–1902 |                     |                                                             |
| 1902–1912 |                     |                                                             |
| 1973–1982 |                     |                                                             |
| 1983–1992 |                     |                                                             |
| 1993–1994 |                     |                                                             |
| 1995–2002 |                     |                                                             |
| 2003–2013 |                     |                                                             |
| 2013-2023 |                     |                                                             |
| Dal 2023  |                     |                                                             |

## Distretti obsoleti
- Distretto congressuale at-large del Minnesota
- 9º Distretto congressuale del Minnesota
- 10º Distretto congressuale del Minnesota